# Koninklijke Football Club Lommelse Sportkring
Il Koninklijke Football Club Lommelse Sportkring, noto semplicemente come K.F.C. Lommel S.K., è stata una società calcistica belga con sede nella città di Lommel. Ha militato nella massima serie belga per 11 stagioni dal 1991 al 2003 ed ha conquistato una Coppa di Lega belga.

## Storia
Il club fu fondato nel 1932 da alcuni giocatori del Lommelsche V.V. dopo che quest'ultima cessò di esistere. Si iscrisse alla federazione calcistica del Belgio con il nome Lommelsche Sportkring ricevendo la matricola numero 1986. Nel 1947 cambiò denominazione in Lommelse Sportkring e nel 1968 ottenne il riconoscimento reale adattando il nome a Koninklijke Football Club Lommelse Sportkring.
Nel 1987 raggiunse per la prima volta in carriera la seconda divisione e nel 1992 vinse il campionato ottenendo la promozione in Jupiler League. Nella massima lega belga disputò 9 campionati consecutivi ottenendo come miglior risultato il quinto posto del 1996-1997. Al termine della stagione 1999-2000 scese in seconda divisione dopo essersi classificato diciottesimo, ma riconquistò la promozione un anno più tardi. In questa decade la società ottenne i migliori risultati della sua storia vincendo la Coppa di Lega belga del 1998 e raggiungendo la finale di Coppa del Belgio nel 2001 (persa in finale contro il Westerlo). Inoltre nel 1997 e nel 1998 partecipò alla Coppa Intertoto.
Nel 2003 il club cadde vittima della nuova riforma in materia di debito. Non riuscendo a pagare un'ingente somma di denaro alla federazione belga, l'intera rosa della prima squadra venne svincolata di fronte all'imminente liquidazione del club. La società tentò di schierare la formazione giovanile ma a tre giornate dal termine del campionato, nonostante fosse ancora in grado di evitare la retrocessione sul campo, venne espulso dalla Jupiler League con conseguente scomparsa della matricola numero 1986 e vennero azzerati tutti i risultati ottenuti nella sua ultima stagione.
Successivamente un membro dell'ex consiglio direttivo del club entrò in contatto con il K.V.V. Overpelt-Fabriek e riuscì a trasferire il club nella città di Lommel, cambiandone il nome in KVSK United Overpelt-Lommel.

## Cronologia dei nomi
- 1932 : Lommelsche Sportkring
- 1947 : Lommelse Sportkring
- 1968 : Koninklijke Football Club Lommelse Sportkring

## Palmarès

### Competizioni nazionali
- Campionato belga di seconda divisione: 2

1991-1992, 2000-2001
- Campionato belga di terza divisione: 1

1986-1987
- Campionato belga di quarta divisione: 1

1980-1981
- Coppa di Lega belga: 1

1998-1999

### Altri piazzamenti
- Coppa del Belgio

Finalista: 2000-2001